# 石家庄市第六中学
石家庄市第六中学，是中国河北省石家庄市一所完全中学，创建于1955年，高中部为河北省省级示范性高中。1999年被河北省人民政府批准为河北省重点中学，2001年被认定为河北省艺术特色学校。学校占地近100亩。

## 荣誉
- 2010年被中国教育部评为“全国学校艺术教育先进单位”。[1]
- 2011年12月26日，中国当代学校特色发展高峰论坛暨首届中国当代特色学校推选活动颁奖盛典在北京国家教育行政学院举行，六中被评为“全国百强特色学校”。[1]